# 亞蘭 (地方)
亞蘭（Aram; אֲרָם or ʾĂrām），亦作亞拉姆，思高本作阿蘭，是《聖經》裡的一個區域名稱，位於敘利亞中部，包括阿勒頗所在的地區。亞蘭的範圍從黎巴嫩山往東過伯拉河，並包括美索不达米亚平原北部。「亞蘭」這名字源自挪亞的孫兒、閃的兒子亞蘭，相傳是亞蘭人的祖先，是希伯來人的兄弟民族。另外，西臺人亦曾在這裡生活過。
亞拉姆人在約在公元前12世紀開始移居到亞蘭地區及美索不達米亞，並曾建立過兩個王國：亞蘭大馬士革王國及哈馬王國。此外，在當地還有不少細小的王國及獨立城邦建立過，都在公元前1千年期間存在。於公元前1000年時在巴比倫王國南部生活、曾建立新巴比倫王國的迦勒底人亦被普遍認為是一個源自亞蘭的部族。
當基督徒開始在敘利亞生活時，一種亞蘭語的方言開始出現，並演變成今日的敘利亞語或亞述語。因此，敘利亞語其實與在敘利亞生活的基督徒相關。
今日在同樣的地方，當地居民信奉東方禮天主教會，當中包括馬龍派及皇家希臘天主教會。這些教會現時都在敘利亞及黎巴嫩流傳，與其他天主教會一樣奉羅馬教廷為正宗，但在禮儀方面與採用拉丁禮儀的其他天主教會有所不同。

## 聖經中的亞蘭
聖經中多次提到亞蘭，亞蘭曾與亞捫組織聯軍要攻打以色列，並被大衛擊敗（撒母耳記下：第10章）。到了所羅門晚年，利遜作了亞蘭人的王（列王紀上11:25），成為了以色列的敵人，以大馬士革為都。
在先知以利亞和以利沙的時期，亞蘭出現的次數很多。以色列的亞哈王曾約同猶大國的約沙法一起出征亞蘭，但戰死沙場。企圖圍攻多坍但被以利沙以神蹟擊敗後，亞蘭軍隊亦曾圍困以色列的首都撒馬利亞而逼使太后耶洗別和約蘭王要派人殺以利沙。
在以色列太后耶洗別和猶大太后亞他利雅死後多年，在猶大國的約阿施當家之時，亞蘭亦曾兵犯猶大，並導致約阿施被刺身亡。

## 歷史
前853年，亞述帝國的沙爾馬那塞爾三世 發動了夸夸之戰（Battle of Qarqar），為亞述入侵敘利亞揭開序幕。亞蘭王國、哈馬王國和北國以色列組成了聯軍稍為拖延，但仍然無法阻止亞述帝國西進的雄心 。另外，亞蘭王國與以色列並沒有因此和解，反而陷入了長期對抗中。以色列為了擺脫長期對抗而轉向亞述帝國稱臣，特別在耶戶當政的時代。因而以色列成為了亞述遠交近攻的聯盟對象，使亞述最終征服了亞蘭，而以色列亦自始成為亞述的附庸。

## 參看
- 亞蘭人 - 亞蘭文
- 亞蘭大馬士革